# Thrupp, Gloucestershire
Thrupp är en by i civil parish Brimscombe and Thrupp, i distriktet Stroud, i grevskapet Gloucestershire i England. Parish har 1 815 invånare (2001).